# Länsväg 165
Länsväg 165 går mellan Dingle vid E6 och norska gränsen.
Vägen används förutom färd till och från orterna längs vägen också för färd söderifrån till Halden och norr därom i Norge.
Länsväg 165 (tillsammans med fylkesvei 220 till Halden) kallas även Blågröna vägen. Namnet används framförallt i marknadsföring av området i turismsammanhang, där vägen framställs som ett sevärt och lugnare alternativ till E6.
Sträckning:
Dingle - Hällevadsholm - Holtet (Vassbotten) vid gränsen.
Den möter följande vägar:
- E6
- Länsväg 174
- Länsväg 163
- Länsväg 164
- Fylkesvei 220

Sträckan Dingle - Hällevadsholm är av relativt bra standard, 8-9 m bred, går dock genom dessa två orter. Detta var före år 2000 E6:an, men numera med mycket mindre trafikmängd. Norr om Hällevadsholm är den något smalare.